# 성동구립금호도서관

## 연혁
- 2006년 6월 15일 개관

## 시설현황
- 1층: 일반열람실, 자율열람실, 보존서고
- 2층: 종합안내, 어린이열람실(영어원서코너), 가족열람실
- 3층: 문헌정보실(정기간행물코너, 장애인코너), 디지털정보실
- 4층: 어학정보실, 문화강좌실
- 5층: 하늘공원

## 이용방법
이용시간
휴관일
- 정기휴관일: 매주 월요일
- 법정공휴일: 정부가 지정한 공휴일
- 임시휴관일: 장서 및 시설 점검 등 관장이 필요하다고 인정하는 날
- 단 일반열람실은 휴관일·국가공휴일 09:00~18:00 운영

대출방법
- 대출: 1인 5권, 기간 14일(2주)
- 연장: 1회 10일 (단 도서가 예약된 상태는 불가능)
- 연체: 도서 연체시 연체일 만큼의 연체료 또는 대출 불가
선택1) 대출금지: 연체일수 × 2배
선택2) 연체료 납부: 연체일수 × 연체권수 ×100원
- 성동, 금호, 용답, 무지개, 성수, 청계, 작은 도서관 중 1곳에서 연체하여도 전체 도서관에서 불이익